# Chrysobothris bacchari
Chrysobothris bacchari är en skalbaggsart som beskrevs av Van Dyke 1923. Chrysobothris bacchari ingår i släktet Chrysobothris och familjen praktbaggar. Inga underarter finns listade i Catalogue of Life.